# Eilema melanothorax
Eilema melanothorax är en fjärilsart som beskrevs av De Toulgoët 1956. Eilema melanothorax ingår i släktet Eilema och familjen björnspinnare. Inga underarter finns listade i Catalogue of Life.